# Bilele spațiale
Bilele spațiale (titlu original: Spaceballs) este un film american SF de comedie din 1987 produs și regizat de Mel Brooks. Rolurile principale au fost interpretate de actorii Brooks, Bill Pullman, John Candy, Rick Moranis, Daphne Zuniga, Dick Van Patten. Scenariul este scris de Brooks, Ronny Graham și Thomas Meehan. Este o satiră a filmelor/francizelor Războiul stelelor, Alien, Star Trek și Planeta maimuțelor.

## Prezentare
Planeta Spaceball, condusă de președintele incompetent Skroob, și-a risipit tot aerul său proaspăt. Planul lui Skroob este de a-l forța pe regele Roland de pe planeta vecină Druidia să le dea codul scutului care protejează aerul de pe Druidia pentru a fura tot aerul. În acest scop, trebuie s-o răpească pe fiica regelui Roland, prințesa Vespa în ziua nunții ei cu prințul narcoleptic  Valium. Skroob îl trimite pe răufăcătorul Dark Helmet (Coiful întunecat) pentru a îndeplini această sarcină la bordul Spaceball One, o navă imposibil de mare, însoțit de colonelul Sandurz. Înainte de a ajunge, Vespa fuge de la nunta ei cu nava ei spațială  Mercedes împreună cu droidul ei de onoare, Dot Matrix.
Roland îi contactează pe mercenarul Lone Starr și pe prietenul său Barf (jumătate om, jumătate câine sau câinom) pentru a le oferi o recompensă de a o găsi pe Vespa înainte de a fi capturată de Dark Helmet. Lone Starr acceptă cu ușurință, deoarece are o datorie majoră față de gangsterul Pizza the Hutt. Cu nava lor spațială, Eagle 5, Lone Starr și Barf  ajung la Vespa și Dot înainte de Spaceball One, le salvează și apoi scapă de Dark Helmet. Spaceball One încearcă să-i urmărească, dar Dark Helmet ordonă colonelului Sandurz ca nava să atingă o "viteză ridicolă", ceea ce duce la o depășire a evadaților cu o distanță uriașă.
Rămân fără combustibil deoarece nu au alimentat mai mult de 5 dolari. Lone Starr este forțat să se prăbușească pe "luna deșertică din Vega" aflată în apropiere. Evadații merg pe jos prin soarele fierbinte și leșină. Sunt găsiți de Dinks, un grup de extratereștri pitici strălucitori maro și sunt duși într-o peșteră unde se află un înțelept denumit Yogurt (Iaurt). Yogurt îl învață pe Lone Starr puterea Schwartz - Șforța, o putere metafizică similară Forței. Yogurt  prezintă publicului un magazin cu produse de comercializare a filmului Bilele spațiale. Starr și Vespa încep să flirteze, dar Vespa insistă că nu se poate căsători decât cu un prinț.
Helmet și Sandurz rup al patrulea perete folosind o copie VHS a filmului pentru a descoperi locul unde se află Vespa, iar Helmet comandă echipajului Spaceball One să se apropie de lună, Vespa și Dot sunt prinse și duse pe planeta Spaceball. Răpitorii lor amenință să inverseze operația estetică a nasului prințesei Vespa, forțându-l pe Roland să le dea codul scutului care protejează planeta Druidia. Helmet și Sandurz duc Spaceball One deasupra Druidiei, în timp ce Lone Starr și Barf le salvează pe Vespa și Dot din complexul de spații spațiale-închisori ale planetei Spaceball. Când ajung deasupra planetei Druidia, nava Spaceball One se transformă în Mega Maid, o servitoare robotizată cu un aspirator care suge tot aerul de pe planetă. Când sacul aspiratorului este aproape plin cu aer, Lone Starr folosește Șforța pentru a inversa vacuumul, suflând aerul înapoi pe planetă.
După ce aerul a revenit pe planetă, Lone Starr și aliații săi intră în Mega Maid pentru a încerca să  distrugă nava. Lone Starr este forțat să lupte împotriva lui Helmet cu săbii-laser asemănătoare inelelor Șforței chiar lângă butonul de auto-distrugere a navei. Lone Starr îl învinge pe Helmet, făcându-l să lovească involuntar butonul de auto-distrugere. Lone Starr și prietenii săi scapă de pe navă, în timp ce Skroob, Helmet și Sandurz nu reușesc să prindă o capsulă de evacuare și nici să oprească la timp numărătoarea inversă, rămânând prinși în capul robotului când nava explodează. Ulterior, cei trei răufăcători aterizează pe o planetă din apropiere care, după zgomotul pe care îl face populația, pare a fi Planeta maimuțelor.
Datoria lui Lone Starr față de Pizza este anulată de moartea prematură a gangsterilor. Prin urmare el o duce pe prințesa Vespa înapoi regelui Roland și pleacă, luând doar bani cât să-și acopere cheltuielile. După o pauză de prânz la un restaurant și un incident ciudat care implică un extraterestru și un astronaut asemănător cu evenimentele petrecute în filmul Alien, Lone Starr găsește un mesaj final de la Yogurt informându-l că el este un prinț și astfel poate să se căsătorească cu Vespa. Ajunge pe Druidia la timp pentru a  opri nunta prințesei cu Valium, își anunță originea sa regală, apoi se căsătorește cu Vespa.

## Distribuție
- Mel Brooks - President Skroob / Yogurt
- John Candy - Barf
- Rick Moranis - Dark Helmet
- Bill Pullman - Lone Starr
- Daphne Zuniga - Princess Vespa
- Dick Van Patten - King Roland
- George Wyner - Colonel Sandurz
- Michael Winslow - Radar Technician
- Joan Rivers - the voice of Dot Matrix
  - Lorene Yarnell - Dot Matrix
- Ronny Graham - Minister
- Jim J. Bullock - Prince Valium
- Leslie Bevis - Commanderette Zircon
- Jim Jackman - Major Asshole
- Sandy Helberg - Dr. Schlotkin
- Rudy De Luca - Vinnie
- Dom DeLuise - the voice of Pizza the Hutt